# Stazione di Minumadai-shinsuikōen
La stazione di Minumadai-shinsuikōen (見沼代親水公園駅?, Minumadai-shinsuikōen-eki) è una stazione di Tokyo del people mover Nippori-Toneri liner. La stazione è stata aperta nel 2008 e si trova nel quartiere di Adachi, ed è la più settentrionale di tutta la città metropolitana di Tokyo.

## Linee
Toei
● Nippori-Toneri liner

## Struttura
La stazione si trova su viadotto, con una banchina a isola e due binari passanti. Essendo l'attuale capolinea della linea, è una stazione di testa.
| 1-2 | ● Nippori-Toneri liner | per Nippori |

## Stazioni adiacenti
| «                                   | Servizio                            | »                                   |
| Nippori-Minumadai-shinsuikōen Liner | Nippori-Minumadai-shinsuikōen Liner | Nippori-Minumadai-shinsuikōen Liner |
| ----------------------------------- | ----------------------------------- | ----------------------------------- |
| Toneri                              | -                                   | Capolinea                           |

## Interscambi
Presso il piazzale esterno sono disponibili autobus verso le stazioni di Nippori, Sōka e Hatogaya,